# NGC 4518
NGC 4518 é uma galáxia lenticular (SB0) localizada na direcção da constelação de Virgo. Possui uma declinação de +07° 51' 08" e uma ascensão recta de 12 horas, 33 minutos e 11,7 segundos.
A galáxia NGC 4518 foi descoberta em 27 de Dezembro de 1827 por John Herschel.